# Freestyleskiën op de Olympische Winterspelen 2014 - Halfpipe mannen
Het onderdeel halfpipe voor mannen tijdens de Olympische Winterspelen 2014 vond plaats op 18 februari 2014 in het Rosa Choetor Extreme Park in Krasnaja Poljana.
Het onderdeel halfpipe stond voor de eerste maal op het programma.

## Tijdschema
| Datum       | Lokale tijd | MET   | Ronde        |
| ----------- | ----------- | ----- | ------------ |
| 18 februari | 17:45       | 14:45 | Kwalificatie |
| 18 februari | 21:30       | 18:30 | Finale       |

## Uitslag

### Kwalificatie
| #  | Bib | Naam                   | Land                   | Run 1 | Run 2 | Beste run | Opm. |
| -- | --- | ---------------------- | ---------------------- | ----- | ----- | --------- | ---- |
| 1  | 1   | Justin Dorey           | Canada                 | 91.60 | 6.40  | 91.60     | Q    |
| 2  | 9   | David Wise             | Verenigde Staten       | 88.40 | 68.60 | 88.40     | Q    |
| 3  | 21  | Benoit Valentin        | Frankrijk              | 87.00 | 1.00  | 87.00     | Q    |
| 4  | 4   | Kevin Rolland          | Frankrijk              | 84.80 | 68.80 | 84.80     | Q    |
| 5  | 35  | Josiah Wells           | Nieuw-Zeeland          | 83.00 | 49.40 | 83.00     | Q    |
| 6  | 3   | Mike Riddle            | Canada                 | 82.20 | 75.00 | 82.20     | Q    |
| 7  | 6   | Noah Bowman            | Canada                 | 80.60 | 77.80 | 80.60     | Q    |
| 8  | 12  | Lyndon Sheehan         | Nieuw-Zeeland          | 78.20 | 80.00 | 80.00     | Q    |
| 9  | 5   | Antti-Jussi Kemppainen | Finland                | 79.40 | 60.40 | 79.40     | Q    |
| 10 | 22  | Beau-James Wells       | Nieuw-Zeeland          | 76.80 | 66.40 | 76.80     | Q    |
| 11 | 16  | Thomas Krief           | Frankrijk              | 74.80 | 69.60 | 74.80     | Q    |
| 12 | 2   | Aaron Blunck           | Verenigde Staten       | 69.40 | 72.00 | 72.00     | Q    |
| 13 | 18  | Jon Anders Lindstad    | Noorwegen              | 30.80 | 69.00 | 69.00     |      |
| 14 | 8   | Yannic Lerjen          | Zwitserland            | 67.60 | 29.60 | 67.60     |      |
| 15 | 10  | Matt Margetts          | Canada                 | 66.80 | 17.80 | 66.80     |      |
| 16 | 23  | Nils Lauper            | Zwitserland            | 65.00 | 58.00 | 65.00     |      |
| 17 | 27  | Murray Buchan          | Groot-Brittannië       | 58.40 | 62.40 | 62.40     |      |
| 18 | 31  | Joel Gisler            | Zwitserland            | 60.80 | 2.60  | 60.80     |      |
| 19 | 24  | Marco Ladner           | Oostenrijk             | 56.60 | 58.60 | 58.60     |      |
| 20 | 28  | Andreas Gohl           | Oostenrijk             | 54.80 | 22.80 | 54.80     |      |
| 21 | 20  | Xavier Bertoni         | Frankrijk              | 53.40 | 51.60 | 53.40     |      |
| 22 | 13  | Kentaro Tsuda          | Japan                  | 53.00 | 23.40 | 53.00     |      |
| 23 | 29  | James Machon           | Groot-Brittannië       | 37.40 | 52.20 | 52.20     |      |
| 24 | 32  | Pavel Nabokich         | Rusland                | 13.40 | 50.40 | 50.40     |      |
| 25 | 30  | Kim Kwang-jin          | Zuid-Korea             | 45.40 | 34.40 | 45.40     |      |
| 26 | 34  | Torin Yater-Wallace    | Verenigde Staten       | 7.00  | 39.00 | 39.00     |      |
| 27 | 26  | Peter Crook            | Britse Maagdeneilanden | 24.20 | 25.20 | 25.20     |      |
| 28 | 19  | Lyman Currier          | Verenigde Staten       | 4.20  | 12.60 | 12.60     |      |
|    | 33  | Byron Wells            | Nieuw-Zeeland          | DNS   |       |           |      |

### Finale
| #      | Bib | Naam                   | Land             | Run 1 | Run 2 | Beste run |
| ------ | --- | ---------------------- | ---------------- | ----- | ----- | --------- |
| Goud   | 9   | David Wise             | Verenigde Staten | 92.00 | 3.40  | 92.00     |
| Zilver | 3   | Mike Riddle            | Canada           | 71.40 | 90.60 | 90.60     |
| Brons  | 4   | Kevin Rolland          | Frankrijk        | 88.60 | 29.80 | 88.60     |
| 4      | 35  | Josiah Wells           | Nieuw-Zeeland    | 85.60 | 78.40 | 85.60     |
| 5      | 6   | Noah Bowman            | Canada           | 80.40 | 82.60 | 82.60     |
| 6      | 22  | Beau-James Wells       | Nieuw-Zeeland    | 62.00 | 80.00 | 80.00     |
| 7      | 2   | Aaron Blunck           | Verenigde Staten | 68.60 | 79.40 | 79.40     |
| 8      | 5   | Antti-Jussi Kemppainen | Finland          | 74.40 | 78.20 | 78.20     |
| 9      | 12  | Lyndon Sheehan         | Nieuw-Zeeland    | 55.20 | 72.60 | 72.60     |
| 10     | 21  | Benoit Valentin        | Frankrijk        | 10.00 | 61.00 | 61.00     |
| 11     | 16  | Thomas Krief           | Frankrijk        | 4.60  | 28.60 | 28.60     |
| 12     | 1   | Justin Dorey           | Canada           | 20.40 | 14.20 | 20.40     |